# Верховский (посёлок)
Верховский — посёлок в Плесецком районе Архангельской области. Входит в состав Емцовского сельского поселения.

## География
Посёлок расположен в нескольких километрах от Емцы.
Часовой пояс
Посёлок Верховский, как и вся Архангельская область, находится в часовой зоне МСК (московское время). Смещение применяемого времени относительно UTC составляет +3:00.

## Население
| 2002 | 2010 | 2012 |
| ---- | ---- | ---- |
| 561  | ↘341 | ↗460 |